# دسلینگ
دسلینگ (به فرانسوی: Desseling) یک کمون در فرانسه است که در Canton of Fénétrange واقع شده‌است.

## خصوصیات
دسلینگ ۵٫۰۵ کیلومترمربع مساحت و ۱۰۶ نفر جمعیت دارد و ۲۳۰ متر بالاتر از سطح دریا واقع شده‌است.